# 恵那市立毛呂窪小学校
恵那市立毛呂窪小学校（えなしりつけろくぼしょうがっこう）は、かつて岐阜県恵那市に存在した公立小学校。

## 概要
- 校区は笠置町毛呂窪であった。
- 毛呂窪へきち保育所を併設していた。

## 沿革
- 1873年（明治6年） - 毛呂窪村に率[1]蒙舎が開校。
- 1875年（明治8年） - 率[1]学校に改称する。
- 1876年（明治9年） - 蘇原学校に改称する。
- 1886年（明治19年） - 毛呂窪簡易科小学校に改称する。
- 1893年（明治26年） - 毛呂窪尋常小学校に改称する。
- 1897年（明治30年）4月1日 - 恵那郡姫栗村、毛呂窪村、及び加茂郡河合村が合併し、笠置村が発足。
- 1908年（明治41年） - 笠置第二尋常小学校に改称する。
- 1940年（昭和15年） - 校舎（木造平屋建）が完成[注釈 1]
- 1941年（昭和16年）4月1日 - 笠置第二国民学校に改称する。
- 1947年（昭和22年）4月1日 - 笠置村立笠置第二小学校に改称する。
- 1954年（昭和29年）4月1日 - 大井町、長島町、東野村、三郷村、武並村、中野方村、笠置村、飯地村が合併し、恵那市が発足。同時に恵那市立毛呂窪小学校に改称する。
- 2005年（平成17年）3月31日 - 恵那北小学校に統合され、閉校。